# Abia de las Torres
Abia de las Torres é um município da Espanha na província de Palência, comunidade autónoma de Castela e Leão, de área 27,24 km² com população de 186 habitantes (2004) e densidade populacional de 6,83 hab/km².

## Demografia
| Variação demográfica do município entre 1991 e 2004 | Variação demográfica do município entre 1991 e 2004 | Variação demográfica do município entre 1991 e 2004 | Variação demográfica do município entre 1991 e 2004 |
| --------------------------------------------------- | --------------------------------------------------- | --------------------------------------------------- | --------------------------------------------------- |
| 1991                                                | 1996                                                | 2001                                                | 2004                                                |
| 239                                                 | 233                                                 | 197                                                 | 186                                                 |